# Kerry O'Malley
Kerry O'Malley (Nashua, 5 settembre 1969) è un'attrice statunitense.

## Biografia

### Carriera
Attiva principalmente in ambito televisivo, dopo avere interpretato personaggi ricorrenti in Brotherhood e Shameless, oltre a tanti ruoli come personaggio di puntata, nel 2014 è stata uno dei personaggi principali di Those Who Kill. In ambito cinematografico si è distinta per il ruolo avuto in The Killer di David Fincher.
Al contempo è attiva pure in ambito teatrale avendo recitato in più occasioni a Broadway.

### Vita privata
Nata a Nashua nel New Hampshire, ha un fratello di nome Mike, anch'egli attore. Si è laureata alla Duke e all'American Repertory Theater di Harvard.

## Filmografia

### Cinema
- E venne il giorno (The Happening), regia di M. Night Shyamalan (2008)
- Case 39, regia di Christian Alvart (2009)
- Terminator Genisys, regia di Alan Taylor (2015)
- The Killer, regia di David Fincher (2023)
- The Six Triple Eight, regia di Tyler Perry (2024)
- Mea Culpa, regia di Tyler Perry (2024)
- Nightbitch. Bestia di notte (Nightbitch), regia di Marielle Heller (2024)

### Televisione
- Law & Order - I due volti della giustizia (Law & Order) - serie TV, 2 episodi (1996-1999)
- Senza traccia (Without a Trace) - serie TV, episodio 2x19 (2004)
- Streghe (Charmed) - serie TV, episodio 6x23 (2004)
- Brotherhood - serie TV, 22 episodi (2006-2008)
- Law & Order - Unità vittime speciali (Law & Order: Special Victims Unit) - serie TV, episodio 8x05 (2006)
- My Name is Earl - serie TV, episodio 1x22 (2006)
- Detective Monk - serie TV, episodio 6x11 (2008)
- Bones - serie TV, episodio 6x06 (2010)
- Cold Case - Delitti irrisolti (Cold Case) - serie TV, episodio 7x21 (2010)
- Criminal Minds - serie TV, episodio 6x05 (2010)
- Shameless - serie TV, 17 episodi (2011-2014)
- Hart of Dixie - serie TV, 3 episodi (2011-2013)
- The Mentalist - serie TV, episodio 3x20 (2011)
- Boardwalk Empire - L'impero del crimine (Boardwalk Empire) - serie TV, 4 episodi (2012)
- The Whole Truth - serie TV, episodio 1x08 (2012)
- Harry's Law - serie TV, episodio 2x17 (2012)
- Those Who Kill - serie TV, 10 episodi (2014)
- Rizzoli & Isles - serie TV, episodio 4x14 (2014)
- The Last Tycoon - serie TV, 7 episodi (2016-2017)
- Major Crimes - serie TV, episodio 5x07 (2016)
- Wet Hot American Summer: Ten Years Later - serie TV, 2 episodi (2017)
- Chicago Med - serie TV, episodio 3x01 (2017)
- Strange Angel - serie TV, 8 episodi (2018-2019)
- Modern Family - serie TV, episodio 9x19 (2018)
- The Orville - serie TV, episodio 2x03 (2019)
- Blue Bloods - serie TV, episodio 10x04 (2019)
- Snowpiercer - serie TV, 8 episodi (2020)
- Young Sheldon - serie TV, episodio 3x16 (2020)
- Why Women Kill - serie TV, 8 episodi (2021)
- Golia (Goliath) - serie TV, episodio 4x05 (2021)
- 1923 - serie TV, 4 episodi (2022-2023)
- 9-1-1: Lone Star - serie TV, episodio 3x06 (2022)
- Grey's Anatomy - serie TV, episodio 19x01 (2022)
- Sami - serie TV, 10 episodi (2023)
- A Man on the Inside - serie TV, 5 episodi (2024)
- SEAL Team - serie TV, 4 episodi (2024)
- High Potential - serie TV, episodio 1x05 (2024)

## Doppiatrici italiane
Nelle versioni in italiano delle opere in cui ha recitato, Kerry O'Malley è stata doppiata da:
- Antonella Rinaldi in E venne il giorno, Modern Family
- Pinella Dragani in Cold Case - Delitti irrisolti, The Mentalist
- Claudia Razzi in Those Who Kill, The Orville
- Alessandra Pagnotta in Grey's Anatomy, High Potential
- Chiara Colizzi in Law & Order - I due volti della giustizia (ep. 6x19)
- Paola Valentini in Streghe
- Irene Di Valmo in Detective film del 2025 scritto e diretto da Steven SoderberghMonk
- Alessandra Cassioli in Case 39
- Rachele Paolelli in Criminal Minds
- Michela Alborghetti in Bones
- Emilia Costa in Boardwalk Empire - L'impero del crimine
- Emanuela Baroni in Shameless
- Federica D'Amico in Terminator Genisys
- Antonella Giannini in Major Crimes
- Daniela D'Angelo ne L'ultimo tycoon
- Roberta Greganti in Chicago Med
- Antonella Alessandro in Wet Hot American Summer: Ten Years Later
- Alessandra Korompay in Snowpiercer
- Mirta Pepe in Goliath
- Sophia De Pietro in 1923
- Stella Musy in The Killer
- Tiziana Avarista in The Six Triple Eight
- Carolina Zaccarini in Nightbitch
- Laura Lenghi in Mea Culpa

Da doppiatrice è sostituita da:
- Elisabetta Spinelli ne Le magiche ballerine volanti